# Лазук, Мария Михайловна
Мария Михайловна Лазук (род. 15 октября 1983 года в Минске) — белорусская гимнастка, серебряный призёр Олимпийских игр 2000 года по художественной гимнастике в групповом многоборье. Заслуженный мастер спорта Республики Беларусь (2000).
Окончила БГУФК с красным дипломом, работает тренером.